# Визволення (фільм)
«Визволення» — український документально-історичний фільм-хроніка 1940 року режисера Олександра Довженка про приєднання Галичини до Радянської України у 1939 році.

## Сюжет
У вересні 1939 року, коли за пактом Молотова — Ріббентропа територія прибалтійських країн та Західної України перейшла до Радянського Союзу, Довженка відрядили в Галичину як режисера-документаліста. Впродовж двох місяців Довженко з операторами об'їжджає західні землі України для створення фільму, що мав демонструвати «визвольний» похід Червоної Армії землями, які вийшли з-під «гніту буржуазної Польщі». Група побувала у Тернополі, Добрушині, Галичі, Станіславі, Коломиї, Косові, Львові, Чернівцях. Режисер, який водночас був блискучим трибуном, виступав на сходах селян, мітингах, розповідаючи про «щасливе життя Країни Рад», у той час, коли ті вже знали про колективізацію, про голодомор, про масові репресії у Наддніпрянській Україні. Щоправда, з одного із донесень оперуповноваженого Чекалдикіна можна дізнатись про інші настрої Довженка: «Черновцы — чудесный город, культурный, приятный. Дом, в котором жил митрополит, настолько прекрасен, что подобного ему нет и в Москве. Народу там, в Буковине, жилось гораздо лучше, чем у нас. Когда у нас едешь поездом, то нигде не встретишь радостных лиц, нарядного убранства. Всюду убогость, бедность, придавленность (…) А там все красочно, весело, приятно. (…) Вообще наши ведут себя там плохо; в Западной Украине нас встречали в прошлом году изумительно, а теперь мы довели до того, что там ширится повстанческое движение. Гуцулов выселяли из пограничных районов, делали тысячи ляпсусов. Теперь то же самое повторяют и в Буковине. Хватают без разбора людей — правых и виноватых».
На початку 1940 року режисер вже повідомляв через газету «Пролетарська правда», що активна робота над художньо-документальним фільмом «Визволення» вже розпочалась.
25 травня 1940 року у іншій газеті повідомлялось, що фільм буде закінчений та зданий Довженком дирекції студії 26 травня 1940. Але не встиг він змонтувати цей фільм, як вже в червні 1940-го його відрядили знімати фільм про торжество трудящих «визволеної» Бессарабії.
Відгуки на «Визволення» були позитивні, але їх було дуже мало.
Картина вийшла на екрани 25 липня 1940 року українською та російською мовами. Довженко написав до неї дикторський текст, був автором монтажу. 11 вересня 1940 року її демонструють у Львові з нагоди річниці «визволення». Після цього картина швидко зникає з екранів.
Хоча й те, що фільм мав чітке ідеологічне спрямування не викликає сумнівів, за художньо-естетичними якостями він поповнив скарбницю документального кіно. Геніальна рука майстра зафіксувала не лише «визвольний похід» і бурхливі оплески мітингів та народних зборів, а й перелякані обличчя галичан, які відчули «радість визволення» вже в перші місяці встановленої радянської влади.

## Знімальна група
- Режисери: Олександр Довженко, Юлія Солнцева
- Сценарист: Олександр Довженко
- Оператори: Юрій Єкельчик, Григорій Александров, Микола Биков, Юрій Тамарський
- Художник: Моріц Уманський
- Звукорежисер: Олександр Бабій
- Композитор: Борис Лятошинський
- Кіностудія: Київська кіностудія
- Рік: 1940

## Джерело інформації
- Марочко В., «Зачарований Десною», Вид. дім «Києво-Могилянська академія», 2006 ISBN 966-518-388-5.
- Кіно-Театр
- Госейко Л., «Історія українського кінематографа. 1896 — 1995», К.: KINO-КОЛО, 2005 р. ISBN 966-8864-00-X.